# Vànino (Perm)
|  | Per a altres significats, vegeu «Vànino». |

Vànino (en rus: Ванино) és un poble del krai de Perm, a Rússia, que en el cens del 2010 tenia 34 habitants.